# Pozytywizm
Pozytywizm – kierunek w filozofii i literaturze zainicjowany przez Augusta Comte'a w drugiej połowie XIX wieku (Kurs filozofii pozytywnej). Został rozwinięty przez J.S. Milla oraz H. Spencera. Był kontynuowany w XIX w. jako empiriokrytycyzm (II fala) i w XX w. jako pozytywizm logiczny (III fala). Podstawowa teza pozytywizmu głosi, że jedyną pewną wiedzą jest wiedza naukowa. Ta może być zdobyta tylko dzięki pozytywnej weryfikacji teorii za pomocą empirycznej metody naukowej. Pozytywizm podkreśla znaczenie wiedzy empirycznej i naukowości, a wzorem są w nim nauki przyrodnicze. Odrzuca przez to teologię oraz klasyczną metafizykę jako nieuprawnione spekulacje (ale nie zawsze ontologię jako ogólną naukę o bytach). Elementami pozytywizmu jest/są naturalizm, często też fizykalizm i ateizm, rzadziej materializm. Pozytywizm przeważnie odrzuca istniejące religie jako zabobony oparte na fikcjach, choć sam Comte proponował zastąpienie ich przez humanistyczną religię ludzkości. Prekursorem pozytywizmu był brytyjski empirysta i sceptyk David Hume.
Z czasem metoda naukowa odeszła od pozytywistycznej weryfikacji i konfirmacji teorii na rzecz ich falsyfikacji oraz od indukcjonizmu do dedukcjonizmu. Mimo to pozytywizm we współczesnej postaci nadal jest kojarzony ze światopoglądem naukowym – czasem nazywany wręcz scjentyzmem lub ideologią naukową. Jako taki bywa często podzielany przez technokratów, wierzących w konieczność rozwoju przez postęp nauki.
W Polsce oddziaływanie tego nurtu myśli przejawiało się początkowo głównie w literaturze, która w kraju pod zaborami nie tylko przeciwstawiała się literackiemu romantyzmowi, głosząc wiarę w postęp i zdobycze nauki, ale także postulowała kulturalną i gospodarczą odbudowę przez pracę u podstaw.

## Pozytywizm na świecie
Pozytywizm podkreśla znaczenie wiedzy empirycznej, naukowości, odrzuca metafizykę, nieuprawnioną spekulację, wiedzę mistyczną. Pozytywizm naukowy Comte'a zakładał zaprzestanie pytań o pierwszą przyczynę (dlaczego?), ograniczając wszelką wiedzę do (pozytywnego) opisu praw natury (jak?) wyrażonego językiem matematycznym. Odkrywanie tych praw sprowadzać się miało do ustalania stałych relacji, które jednolicie opisują zjawiska fizyczne obserwowane w wielokrotnie powtarzanych doświadczeniach. Uważano, że w ten sposób teoria naukowa jest pozytywnie zweryfikowana.
Współczesna metoda naukowa odeszła od pojęcia weryfikacji teorii naukowej na rzecz jej falsyfikacji. Za sprawą prac Karla Poppera podstawowym kryterium naukowości teorii jest zdolność do przedstawienia testu falsyfikacji: doświadczenia, które może doprowadzić do jej obalenia przez niezgodność z obserwowanymi wynikami.

## Pozytywizm w Polsce
W literaturze polskiej pozytywizm to nurt literacki, który występował w okresie od powstania styczniowego do lat 90. XIX wieku.
W historii literatury pozytywizm występuje po okresie romantyzmu i poprzedza okres Młodej Polski.

### Tło historyczne i związki z pozytywizmem na świecie
Po upadku powstania wielu Polaków porzuciło nadzieję na odzyskanie niepodległości za pomocą walki zbrojnej. Razem z tymi nadziejami odsuwano – choć często tylko częściowo – wzorce kształtowane w okresie romantyzmu. Polski pozytywizm, który czerpał swe inspiracje z filozofii Comte’a, ale również z pism brytyjskich uczonych, stawiał racjonalne rozumowanie ponad emocjami. Będąc jednak organicznie związanym ze sprawą polską, podejście uniwersalnie charakterystyczne dla nowego prądu stosował przede wszystkim do kwestii suwerennego państwa polskiego. Polscy pozytywiści metodę podtrzymania polskiej tożsamości widzieli nie w powstaniach narodowych, ale w pracy i konstruktywnym patriotyzmie. Argumentowano, że jeśli Polska ma odzyskać niepodległość, to w sposób stopniowy, poprzez pracę u podstaw i pracę organiczną: zbiorowy wysiłek całego społeczeństwa na rzecz stworzenia podstawowej materialnej infrastruktury, edukacji i poprawy sytuacji życiowej mas. Bolesław Prus doradzał na przykład, aby miejsce Polski w świecie było wyznaczone przez przyczynki do rozwoju ekonomicznego, naukowego i kulturalnego. Źródeł tych koncepcji można doszukać się w dziełach Herberta Spencera.
Innymi problemami typowymi dla polskiego pozytywizmu były też: kwestia praw kobiet, asymilacja mniejszości żydowskiej, przeciwdziałanie skutkom polityki Bismarcka (Kulturkampf), zwłaszcza germanizacji, i przejmowaniu posiadłości przez niemieckich osadników.
Twórcy polskiego pozytywizmu:
- Adam Asnyk (1838–1897)
- Adolf Dygasiński (1839–1902)
- Wiktor Gomulicki (1848–1919)
- Maria Konopnicka (1842–1910)
- Julian Ochorowicz (1850–1917)
- Eliza Orzeszkowa (1841–1910)
- Bolesław Prus (1847–1912)
- Henryk Sienkiewicz (1846–1916)
- Antoni Sygietyński (1850–1923)
- Aleksander Świętochowski (1849–1938)